# East Coast vs. West Coast
East Coast vs. West Coast (Ostküste gegen Westküste) ist die gängigste Bezeichnung für den bekanntesten Beef – eine Fehde im Hip-Hop. Bei der in der Mitte der 1990er-Jahre stattfindenden Auseinandersetzung handelte es sich um eine Rivalität zwischen den Plattenfirmen Bad Boy Entertainment aus New York City und Death Row Records aus Los Angeles sowie den dazugehörigen Rappern und Produzenten, die gewaltsam eskalierte. In ihrer Folge wurden unter anderem die Rapper Tupac Shakur und The Notorious B.I.G. erschossen, wobei die Täter und der jeweilige Zusammenhang mit der Fehde ungeklärt blieben. Benannt ist der Konflikt nach den Szenen des Eastcoast-Hip-Hops und des Westcoast-Hip-Hops.

## Geschichte des Konflikts

### Entstehung des Konflikts
Hip-Hop-Musik entstand in New York City, an der US-Ostküste. Obwohl es inzwischen auch andere wichtige Zentren wie zum Beispiel Philadelphia und Los Angeles gibt, ist die Stadt bis heute das Zentrum der Szene. 1992 begann sich die Musikszene zu verändern. Hip-Hop-Musik wurde immer mehr und schließlich endgültig vom Mainstream übernommen und versprach, kommerziell sehr lukrativ zu werden. Ein wichtiges Label an der Ostküste war zu dieser Zeit Bad Boy Entertainment von Puff Daddy, dort veröffentlichten Craig Mack, Mase und The Notorious B.I.G.
Auch Hip-Hop-Musiker der Westküste, ausgehend von N.W.A. und danach Künstler wie Ice Cube, Dr. Dre mit The Chronic und Snoop Doggy Dogg mit Doggystyle (1993), produzierten nun erfolgreich Alben in einem funk-lastigen Stil namens G-Funk. Dr. Dre war gemeinsam mit Suge Knight einer der Gründer und Besitzer des in Los Angeles ansässigen Labels Death Row Records, Snoop Doggy Dogg war nach Dr. Dre einer der ersten Künstler des Labels. Auf dem Label gelang es ihnen, andere Stars wie Tupac Shakur und Tha Dogg Pound aufzubauen. Sie traten in einen intensiven Wettstreit mit dem in New York ansässigen Label Bad Boy Entertainment, sowohl kommerziell als auch musikalisch. Verschärft wurde der Konflikt, weil beide Seiten Kontakte zu gewalttätigen Gangs unterhielten.

### Eskalation zwischen Bad Boy und Death Row
Der Konflikt zwischen den beiden Firmen wurde öffentlich, nachdem Unbekannte am 30. November 1994 fünf Schüsse auf Tupac Shakur abgaben. Shakur beschuldigte öffentlich seinen ehemaligen Freund Notorious B.I.G. und das Bad-Boy-Umfeld, für den Anschlag verantwortlich zu sein. Der Konflikt eskalierte, als Suge Knight bei den The-Source-Awards vor den versammelten Künstlern und Produzenten Puff Daddy, der dafür bekannt war, regelmäßig selbst auf Platten und in Videos seiner Künstler mitzuwirken, angriff: „Any Artist out there, who wanna be an artist and wanna stay a Star and don’t want the executive of your label all in the video, all over the record, dancin’, come to Death Row.“ (dt.: „Jeder Künstler, der nicht will, dass der Besitzer eurer Plattenfirma überall auf dem Album oder dem Video erscheint - unterschreibt bei Death Row.“) Dr. Dre und Snoop Dogg wurden am selben Abend bei ihrem Auftritt ausgebuht. Der Konflikt eskalierte durch zahlreiche weitere Zwischenfälle. Im September 1995 schossen Unbekannte einen engen Freund von Suge Knight bei einer Geburtstagsparty in Atlanta, Georgia, nieder. Knight bezichtigte öffentlich Bad Boy, Drahtzieher des Vorfalls gewesen zu sein. Als Dogg Pound im Dezember 1995 ein Video (New York-New York feat. Snoop Dogg) in Manhattan drehten, wurde mehrfach auf einen Wohnwagen geschossen, den Snoop Dogg zu dieser Zeit bewohnte. Das Video selbst zeigte, wie die Künstler von Death Row in Riesengröße New York zerstören.
1996 nahm Tupac seine Single Hit 'Em Up auf, in der er verkündete, Geschlechtsverkehr mit Notorious B.I.G.s Ehefrau Faith Evans gehabt zu haben, und welche die Zeile „this ain’t no freestyle battle, y’all niggas getting killed“ (dt.: „dies ist kein Freestyle-Wettkampf, ihr Nigger werdet alle getötet“) enthielt. B.I.G. antwortete kurz darauf in Jay-Zs Track Brooklyn’s Finest, wodurch auch Jay-Z in den Konflikt hineingezogen wurde. Bei den Soul-Train-Awards 1996 in Miami begegneten sich beide Gruppen auf dem Parkplatz, es kam zu einer Auseinandersetzung, in deren Verlauf beide Gruppen Pistolen zogen.
Am 7. September 1996 gaben Unbekannte (mutmaßlich Mitglieder der berüchtigten Crips-Gang) mehrere Schüsse auf Tupac Shakur in Las Vegas ab, er starb am 13. September 1996 an den Verletzungen. Die New York Times berichtete später, dass die Initialzündung für diesen Anschlag eine Schlägerei gewesen sei, in die der mutmaßliche Todesschütze Orlando Anderson verwickelt war. Am 9. März 1997 erschossen Unbekannte The Notorious B.I.G. bei einem Aufenthalt in Los Angeles. In beiden Fällen gab es bis heute keine Anklagen. Orlando Anderson wurde am 29. Mai 1998 in Los Angeles ebenfalls erschossen.

### Andere Konflikte zwischen den beiden Szenen
Neben dem Streit mit Bad Boy war Tupac auch mit mehreren anderen Rap-Künstlern der Ostküste aneinandergeraten. Einige Freunde Tupacs hatten einen Konflikt mit dem Rap-Duo Mobb Deep, und der gerade im Gefängnis sitzende Tupac drohte nach seiner Freilassung in seinem Battle-Track Hit ’em up mit Gewalt. Mobb Deep antwortete mit dem Battle-Rap Drop a Gem On ’Em.
Nas geriet mit seinem Track The Message ins Visier von Tupac, da dieser die Zeile „Fake thug, no love, you get the slug, CB4 gusto your luck blow…“ auf sich bezog, was Nas aber verneinte. Ein weiterer Grund für den Streit war das zweite Album von Nas, It Was Written, auf dem er in dem Song Street Dreams Tupacs Beat aus dessen Song All eyez on me coverte. Tupac konterte daraufhin in seinem Lied Against all Odds. Der Untergrundrapper Chino XL, der keine Verbindungen zu Bad Boy hatte und auch nicht am Mainstream-Markt interessiert war, textete: „By this industry, I’m trying not to get fucked like 2Pac in jail“, ironischerweise in einem Duett zusammen mit dem stolzen Vertreter der West Coast, Ras Kass.
Da auch diese Künstler alle von der East Coast kamen und von Tupac oft in denselben Songs angegriffen wurden, in denen er auch Bad Boy angriff, wurde es vor allem von den Medien so aufgefasst, als gäbe es einen generellen Konflikt zwischen Ost- und Westküste. Allerdings hatte der Konflikt andere Gründe; die oben angesprochenen Künstler hatten zudem wenig oder gar keine Verbindungen zu Bad Boy Records. Nas beispielsweise arbeitete wesentlich öfter gemeinsam mit Dr. Dre als mit allen Bad-Boy-Künstlern zusammen. Andere prominente Künstler wie Redman, Busta Rhymes, E-40 oder der Wu-Tang Clan nahmen überhaupt nicht am Disput teil. Bei näherer Betrachtung stellte sich der Konflikt als reine Auseinandersetzung zwischen zwei Plattenlabels heraus, während die Ausweitung auf ganze, territorial gebundene Szenen vor allem ein Produkt der Medien war und in der Realität nicht existierte.

### Versöhnungsversuch
1997 lud Louis Farrakhan, der Führer der Nation of Islam, mehrere prominente Rapper ein, um den Konflikt beizulegen. Bizzy Bone, Doug E. Fresh und Snoop Dogg versprachen bei diesem Treffen, alle Rivalitäten und Rechnungen, die nach dem Konflikt und dem Tod der beiden Rapper noch offen wären, nicht weiter zu verfolgen. Dieser „Waffenstillstand“ besteht nach wie vor.

### Das Ende von Death Row Records
Nach Tupacs Tod veröffentlichte Death Row Records noch vier Alben. The Don Killuminati: The 7 Day Theory von Tupac verkaufte sich bis heute circa 5,5 Millionen Mal. Snoops Alben Tha Doggfather und Death Row Greatest Hits erhielten noch Platin, doch Christmas on Death Row erhielt nur Gold. Am 28. Februar 1997 wurde Suge Knight inhaftiert, nachdem er gegen seine Bewährungsauflagen verstoßen hatte. Death Row veröffentlichte in den folgenden Jahren noch einige Alben, denen aber der Erfolg der früheren Alben verwehrt blieb. Nachdem Suge Knight am 7. August 2001 aus dem Gefängnis entlassen wurde, versuchte er einen Labelneustart mit Tha Row. Eine Reihe Künstler unterschrieben bei ihm, wie das hoffnungsvolle Talent Crooked I, Kurupt, der den Posten des Vice President einnahm, und Lisa „Left Eye“ Lopes (TLC). Lisa Lopes starb bei einem Autounfall in Honduras, bevor sie auf Tha Row etwas veröffentlichen konnte. Crooked I verließ das Label 2003/2004, nachdem sein Vierjahresvertrag auslief und er sein lange erwartetes Album Say hi to the bad Guy nicht veröffentlicht hatte. Kurupt veröffentlichte 2005 sein Album Against the Grain, das aber ohne jegliche Erfolge blieb. Frustriert verließ er das Label. Somit war Petey Pablo, der 2005 bei Tha Row unterschrieb, der einzige Star des Labels. 2006 wurde Suge Knight von Lydia Harris (Frau von Harry-O) zu einer Zahlung von 106 Millionen aufgefordert und Knight musste Insolvenz anmelden.

### Weitere Erfolge von Bad Boy Entertainment
Diddy (eigentlich Sean Combs, vormals bekannt als Puff Daddy beziehungsweise P. Diddy) musste sich mehreren Gerichtsverfahren stellen. Darunter war eine Anklage wegen einer Schießerei in einem New Yorker Club. Diddy selbst wurde freigesprochen, sein Freund Shyne allerdings nicht. Bad Boy Records hingegen konnte auch nach dem Tod von Notorious B.I.G. seine Stellung im Musikbusiness halten. Sowohl Mase als auch Diddy errangen eindrucksvolle Charterfolge. Erst in den letzten Jahren hat der Erfolg von Bad Boy Records etwas nachgelassen, in erster Linie aufgrund des Erfolges 50 Cents. Trotzdem schreibt das Label regelmäßig Schlagzeilen und bringt in regelmäßigen Abständen Hits hervor.
Zehn Jahre nach dem Tod von Notorious B.I.G. wurde ein Remake eines alten Hits von ihm (Nasty Girl) mit diversen anderen Künstlern und dem Label Derrty Entertainment, das unter der Leitung von Rapstar Nelly ist, veröffentlicht. In dem Video tauchen Angehörige der East Coast wie der West Coast auf.